# Ideoblothrus safinai
Espèce
Ideoblothrus safinai est une espèce de pseudoscorpions de la famille des Syarinidae.

## Distribution
Cette espèce est endémique de la province de Pichincha en Équateur. Elle se rencontre vers La Unión del Toachi.

## Description
Le mâle holotype mesure 2,03 mm et la femelle paratype 2,22 mm.

## Systématique et taxinomie
Cette espèce a été décrite par Mau, Harvey et Harms en 2022.

## Étymologie
Cette espèce est nommée en l'honneur de Carl Safina.

## Publication originale
- Mau, Harvey & Harms, 2022 : « New syarinid pseudoscorpions from Ecuador (Pseudoscorpiones, Syarinidae: Ideobisium and Ideoblothrus). » European Journal of Taxonomy, vol. 821, p. 102–149 (texte intégral).